# Giuseppe Satriano
Giuseppe Satriano (Brindisi, 8 settembre 1960) è un arcivescovo cattolico italiano, dal 29 ottobre 2020 arcivescovo metropolita di Bari-Bitonto.

## Biografia
Nasce a Brindisi, città capoluogo di provincia e sede arcivescovile, l'8 settembre 1960.

### Formazione e ministero sacerdotale
Dopo la maturità scientifica, entra nel seminario regionale di Molfetta.
Il 19 aprile 1984 è ordinato diacono dall'arcivescovo di Brindisi-Ostuni Settimio Todisco, che il 28 settembre 1985 lo ordina anche presbitero.
Rientrato in Italia dopo tre anni di missione fidei donum a Laisamis nella diocesi di Marsabit in Kenya, nel 2001 è nominato rettore del seminario diocesano, incarico che mantiene fino al 2003 quando è nominato vicario generale dell'arcidiocesi di Brindisi-Ostuni e vicario episcopale per il clero e la vita consacrata.
Nel 2005 consegue il baccalaureato e poi nel 2012, presso il Pontificio ateneo Regina Apostolorum di Roma, la licenza in bioetica.

### Ministero episcopale

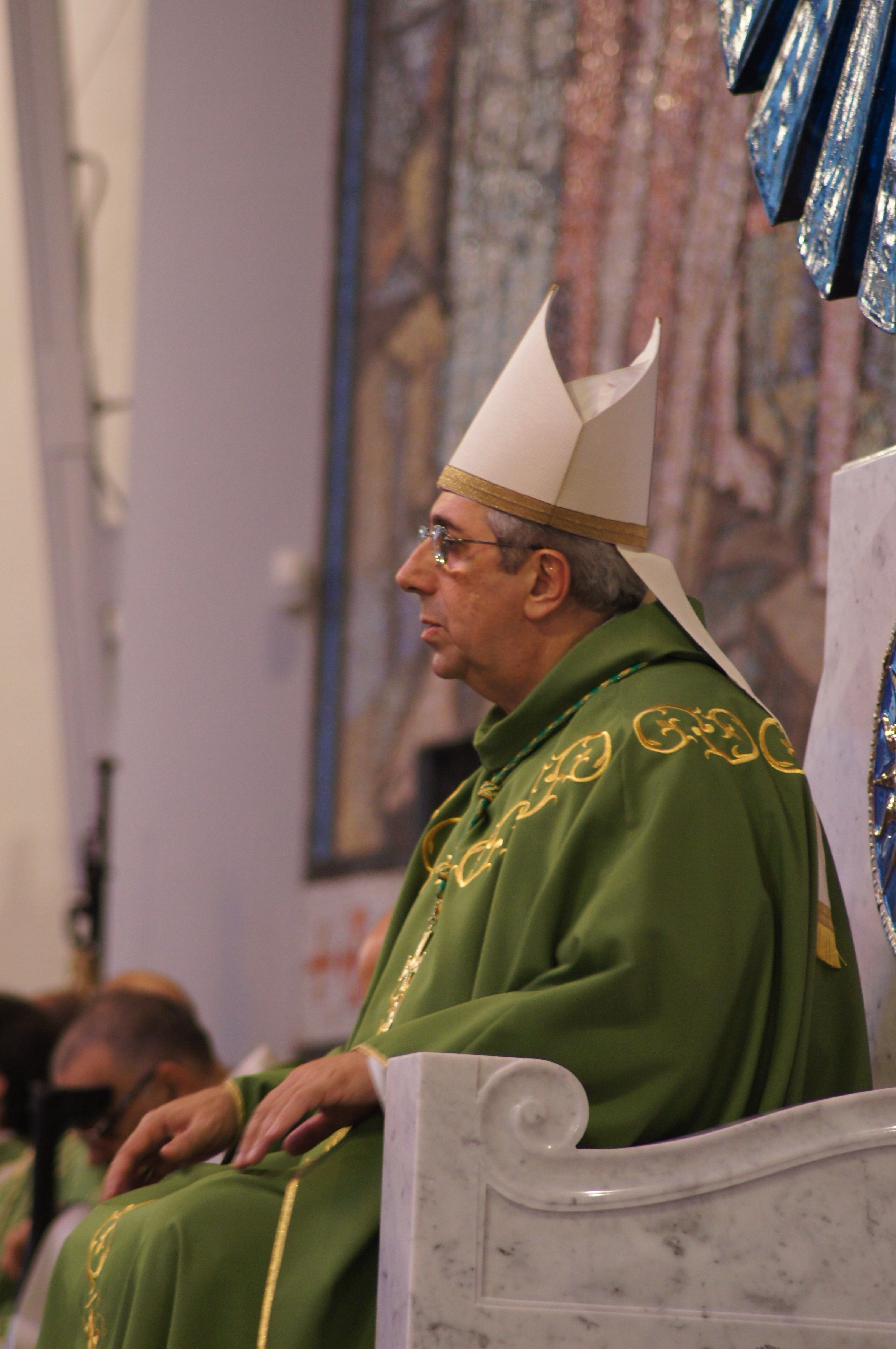
Mons. Satriano nel 2018.

Il 15 luglio 2014 papa Francesco lo nomina arcivescovo di Rossano-Cariati; succede a Santo Marcianò, precedentemente nominato ordinario militare in Italia. Il successivo 3 ottobre riceve l'ordinazione episcopale, nella cattedrale di Brindisi, dal cardinale Salvatore De Giorgi, arcivescovo emerito di Palermo, co-consacranti Domenico Caliandro e Rocco Talucci, rispettivamente arcivescovo e arcivescovo emerito di Brindisi-Ostuni. Il 26 ottobre 2014 prende possesso canonico dell'arcidiocesi.
Il 9 gennaio 2016 torna a Laisamis per consacrare una chiesa costruita con i fondi raccolti cinque anni prima nell'arcidiocesi brindisina.
Il 29 ottobre 2020 papa Francesco lo nomina arcivescovo metropolita di Bari-Bitonto; succede a Francesco Cacucci, dimessosi per raggiunti limiti d'età. Il 25 gennaio 2021 prende possesso dell'arcidiocesi.
Rimane amministratore apostolico di Rossano-Cariati dal 21 dicembre 2020 al 12 giugno 2021, giorno dell'ingresso del successore Maurizio Aloise.
Il 26 maggio 2021 la Conferenza Episcopale Italiana, riunita in Assemblea generale, lo elegge presidente della Commissione episcopale per l'evangelizzazione dei popoli e la cooperazione tra le Chiese.
Il 29 giugno dello stesso anno, nella basilica di San Pietro in Vaticano, riceve dal papa il pallio, che gli viene imposto il 12 settembre seguente dal nunzio apostolico in Italia Emil Paul Tscherrig.
Il 6 giugno 2023 è eletto presidente della Conferenza episcopale pugliese.

## Genealogia episcopale e successione apostolica
La genealogia episcopale è:
- Cardinale Scipione Rebiba
- Cardinale Giulio Antonio Santori
- Cardinale Girolamo Bernerio, O.P.
- Arcivescovo Galeazzo Sanvitale
- Cardinale Ludovico Ludovisi
- Cardinale Luigi Caetani
- Cardinale Ulderico Carpegna
- Cardinale Paluzzo Paluzzi Altieri degli Albertoni
- Papa Benedetto XIII
- Papa Benedetto XIV
- Cardinale Enrico Enriquez
- Arcivescovo Manuel Quintano Bonifaz
- Cardinale Buenaventura Córdoba Espinosa de la Cerda
- Cardinale Giuseppe Maria Doria Pamphilj
- Papa Pio VIII
- Papa Pio IX
- Cardinale Gustav Adolf von Hohenlohe-Schillingsfürst
- Arcivescovo Salvatore Magnasco
- Cardinale Gaetano Alimonda
- Cardinale Agostino Richelmy
- Arcivescovo Angelo Bartolomasi
- Arcivescovo Ferdinando Bernardi
- Arcivescovo Francesco Minerva
- Cardinale Salvatore De Giorgi
- Arcivescovo Giuseppe Satriano

La successione apostolica è:
- Vescovo Vito Piccinonna (2023)